# エコール・ミリテール
エコール・ミリテール（École militaire、フランス語: [ekɔl militɛːʁ] ）は、フランスの軍学校。1750年にルイ15世によって創設され、パリ7区に所在する。設計者はアンジュ＝ジャック・ガブリエル。

## ギャラリー

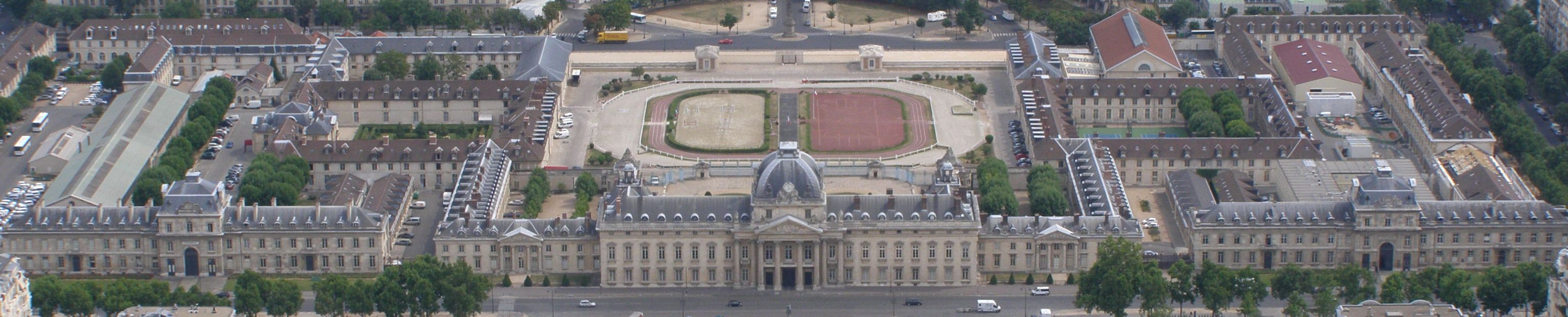
エコール・ミリテールによって形成された広大な複合施設

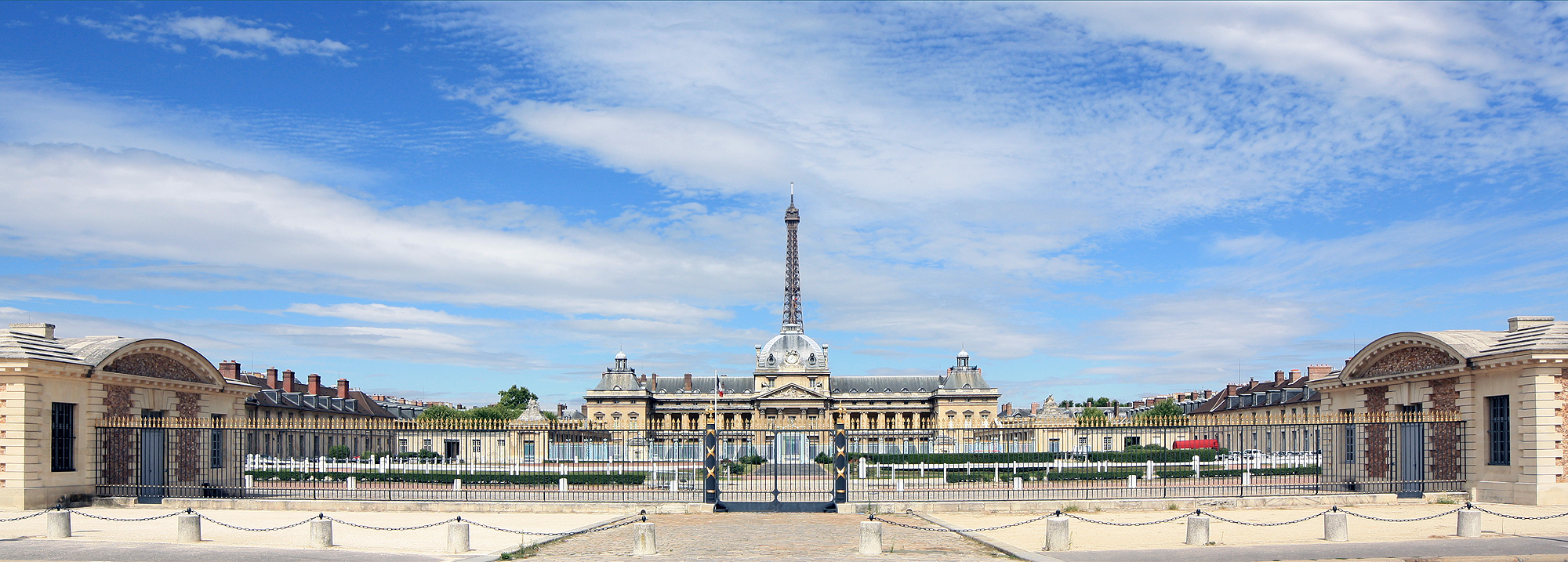
フォントノア広場からのエコールミリテール
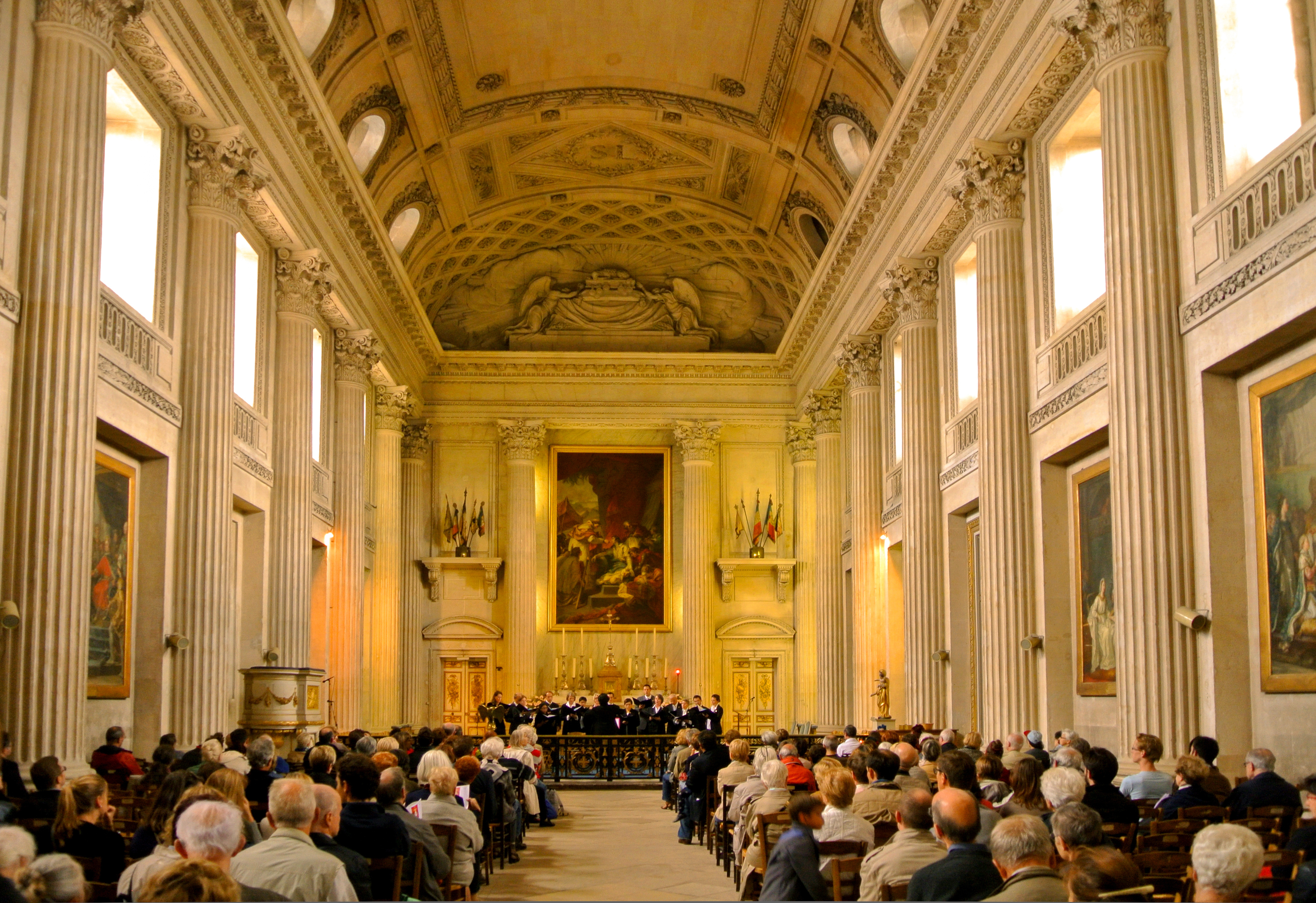
エコール・ミリテール内のサン＝ルイ教会